# Myrmecophilidae
Los mirmecofílidos (Myrmecophilidae) son una familia de ortópteros mirmecófilos del suborden Ensifera. Son inquilinos de los nidos de hormigas. Se distribuyen por zonas tropicales y templadas de todo el mundo.

## Géneros
Se reconocen los siguientes según Orthoptera Species File:
- Araripemyrmecophilops †
- Bothriophylax
- Camponophilus
- Eremogryllodes
- Microbothriophylax
- Myrmecophilellus
- Myrmecophilus